# 伊格納齊·武卡謝維奇
揚·約瑟夫·伊格納齊·武卡謝維奇（波蘭語：Jan Józef Ignacy Łukasiewicz，波蘭語發音：[iɡˈnatsɨ wukaˈɕɛvitʂ] ⓘ，1822年3月8日—1882年1月7日）是波蘭藥劑師、化學家，石油工業的先驅者，於1856年建立了世界第一座煉油廠。武卡謝維奇其他的成就還有發現如何從油苗中取得的原油精煉出煤油，以及於1853年發明現代形式的煤油燈和在歐洲引進現代化的街燈，更於1854年建立波蘭境內第一口油井。
武卡謝維奇相當富有，並且是加利西亚一帶最有名的慈善家之一。因為他支持加利西亞一帶的經濟發展，當地有個流傳很廣的傳說是他使用他的萊茵盾鋪設了當地所有柏油路。

## 早年生活

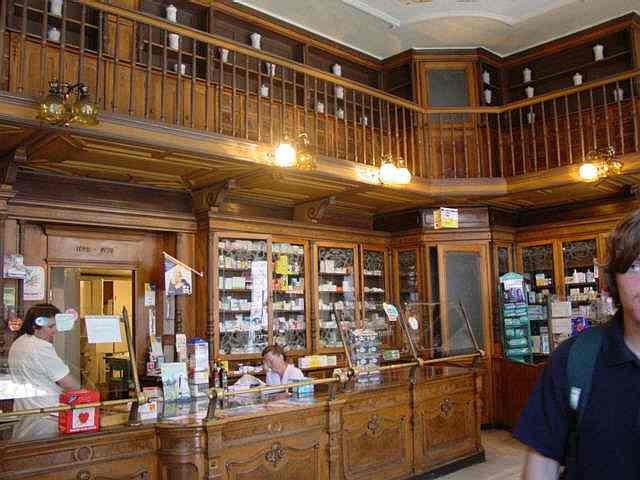
彼得·米科拉什的藥局

武卡謝維奇於1822年生於奧地利帝國統治下梅萊茨附近的扎杜什尼基，雙親分別是阿波利娜·斯威特利克（Apolonia née Świetlik）和約瑟夫·武卡謝維奇（Józef Łukasiewicz），兩人的身分分別是知識階層和柯斯丘什科起义的民兵。武卡謝維奇的雙親原本在 Zaduszniki 租了一個莊園居住，但在他出生後因為經濟問題遷往热舒夫。武卡謝維奇在熱舒夫的文科中学（今熱舒夫科納爾斯基中學）就學，但在1836年放棄學業。為了幫助家計，武卡謝維奇遷往萬楚特，並且在當地擔任藥劑師助理。在這個時候武卡謝維奇加入了許多以恢復波蘭主權為目標的政治組織。1840年武卡謝維奇回到熱舒夫，並持續在愛德華·胡布爾的藥房工作。1845年武卡謝維奇認識了愛德華·登博夫斯基，並獲准加入被奧地利帝國列為非法組織的波蘭民主會。該組織的目標是準備進行一次全波蘭民族大起義以對抗瓜分波蘭的列強。武卡謝維奇在1846年2月19日被奧地利當局逮捕，並被監禁在利沃夫；不過在1847年12月27日因為證據不足被釋放。被釋放後他終身被奧地利當局認為是「政治不安全」人物，並且被要求留在利沃夫。
武卡謝維奇留在利沃夫期間曾經在彼得·米科拉什的 Pod Złotą Gwiazdą 藥房工作。之後在他的努力下被准許離開利沃夫，並得以進入位於克拉科夫的克拉科夫大學就讀，並在數年求學期間接受米科拉什的資助。之後武卡謝維奇因為未能通過生药学考試而無法畢業。不過在1852年7月30日，武卡謝維奇從維也納大學藥學院畢業，之後回到利沃夫。 

## 石油工業

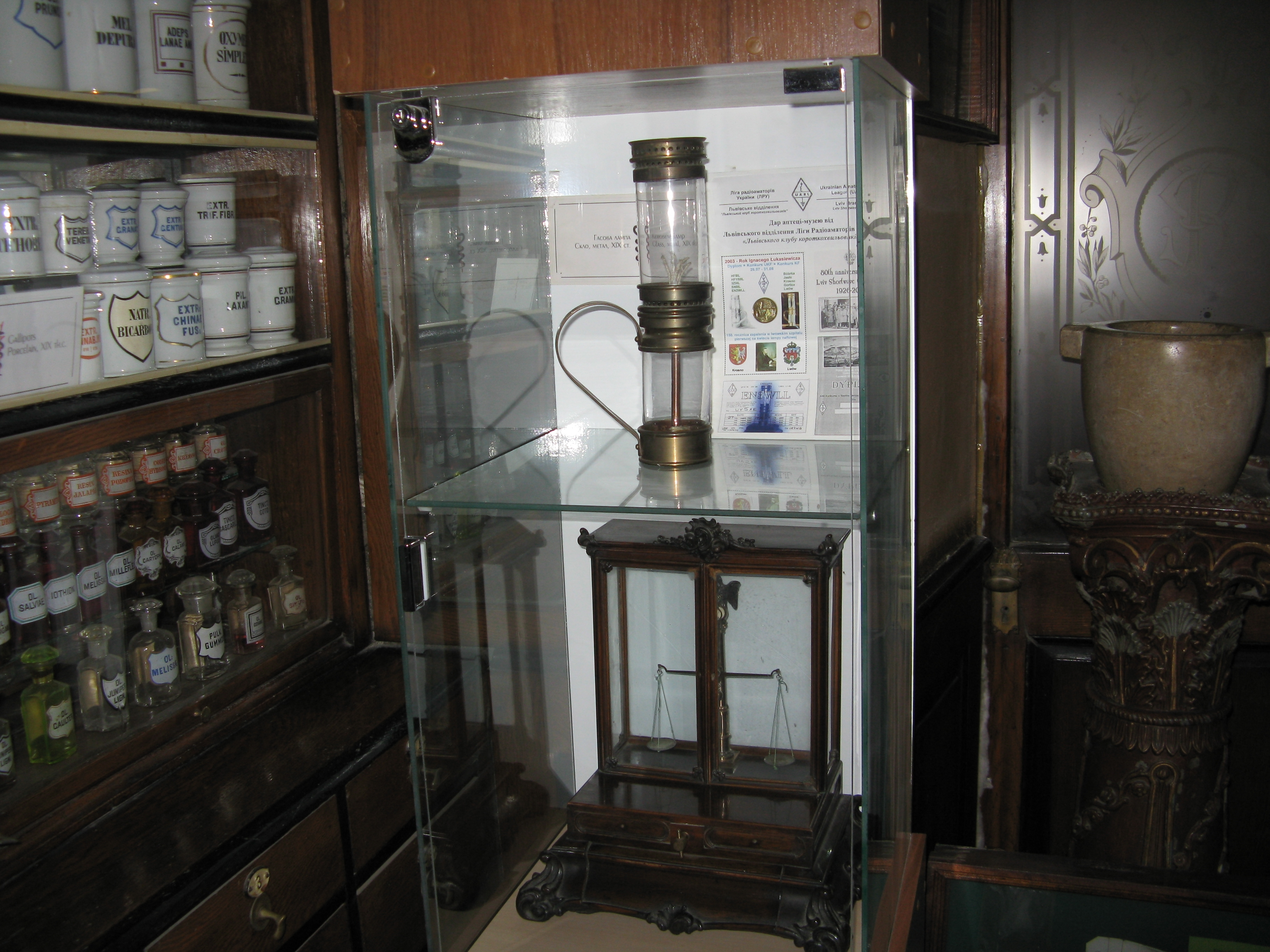
伊格納齊·武卡謝維奇發明的煤油燈

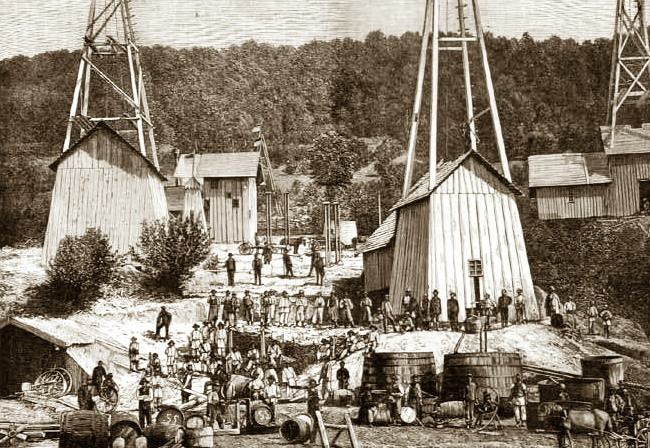
加利西亚的油井

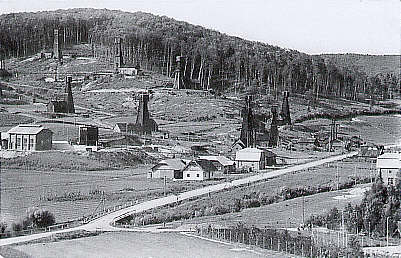
位於波蘭 Grabownica Starzeńska 的油井，1930年代

武卡謝維奇長期以來就對岩石中滲出的石油感興趣，並認為它是鯨油的便宜代替品。1853年時他和揚·策（Jan Zeh）首次從滲出的原油中分餾出精煉的煤油，只在加拿大的亞伯拉罕·格斯納於1846年從煤中提煉出煤油之後。1853年7月31日，武卡謝維奇製作的其中一個煤油燈被使用在利沃夫一家醫院的緊急外科手術中照明，這一日被認為是石油工業的起點。
1854年初，武卡謝維奇遷往戈爾利采繼續他的石油事業，並且在當地和許多企業家與地主建立了多家公司。同年他在克羅斯諾附近的博布爾卡附近建立了世界第一座油井（至2006年仍在開採）。同時武卡謝維奇仍持續改進他的煤油燈。同年他在戈爾利采轄下的市鎮 Zawodzie 裝設了第一個煤油街燈。之後數年他和多位當地商人在加利西亞合資再設立了數個油井。1856年武卡謝維奇在亚斯沃附近的 Ulaszowice 建立了原油分餾廠，是世界第一個工業煉油廠。在當時對煤油的需求仍不高，因此該廠的產品大多是人造瀝青、機油和潤滑油。該工廠於1859年因為火災焚毀，但隔年就在克羅斯諾附近的波蘭卡建立了新煉油廠。

## 晚年
武卡謝維奇於1858年遷到亚斯沃，到了1863年時他已經是位富豪。他公開支持1863年爆發的一月起義，並以金錢幫助難民。1865年他購下了位於 Chorkówka 的一座大莊園，並且在當地建立另一座煉油廠。武卡謝維奇不但成為加利西亞最有錢的富豪之一，並且致力於發展杜克拉和戈爾利采一帶的石油工業。並且他的名字被當地數個石油開採企業用來命名，其中包含位於 Ropianka、Wilsznia、Smereczne、Ropa 和 Wójtowa 的油井。武卡謝維奇還出資建立位於博布爾卡的溫泉度假村、Chorkówka 的小教堂和 Zręcin 的大教堂。因為他是當時加利西亞最著名的企業家之一，因此被選為加利西亞國民議會的議員。1877年武卡謝維奇舉辦了第一屆石油工業大會，並建立了國家石油學會。 
武卡謝維奇於1882年1月7日因為肺炎病逝於霍尔库夫卡，葬於Zręcin的一個小墓地，就在他曾經資助建立的哥德復興式教堂旁。

## 參見

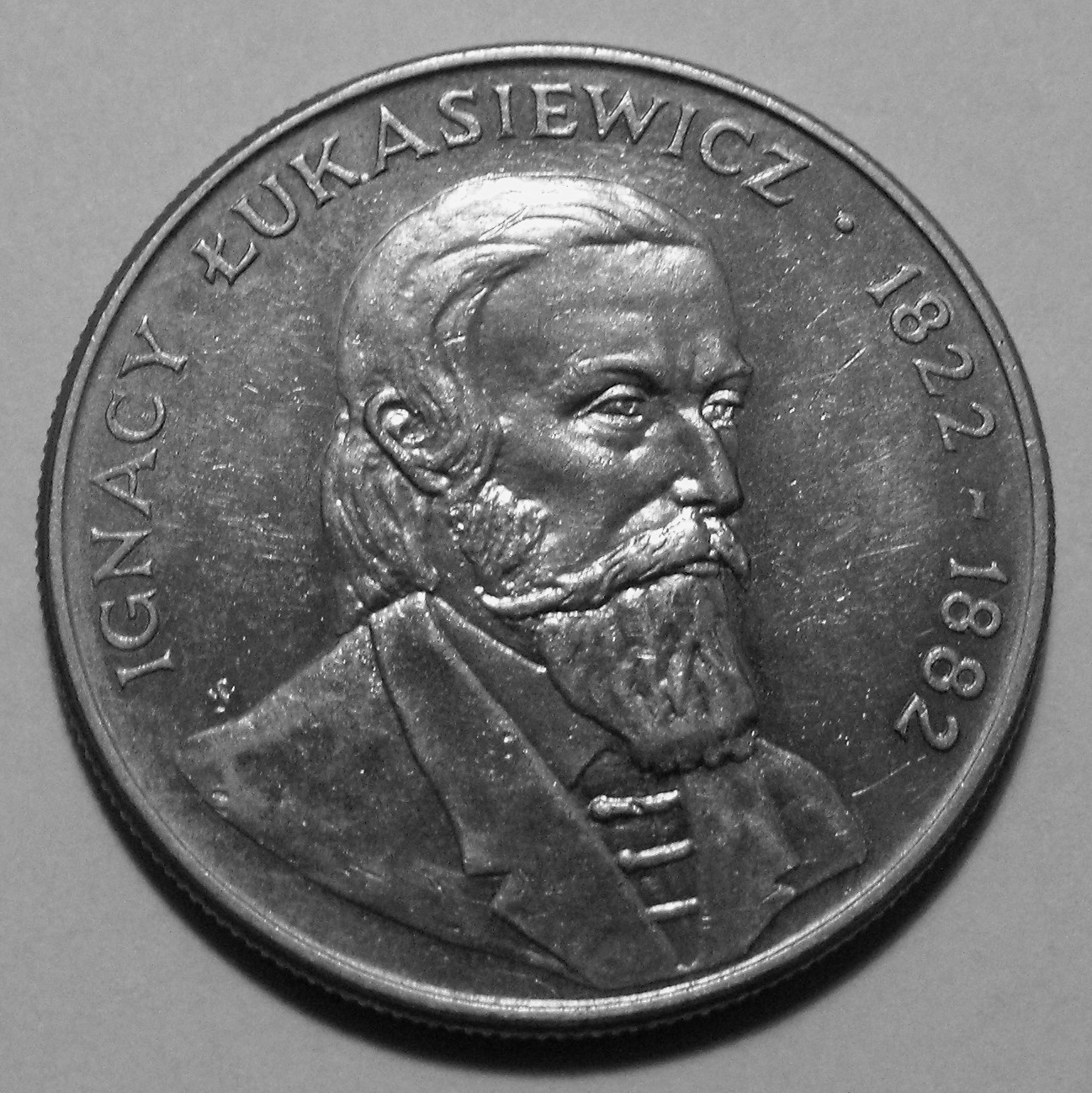
波蘭發行的伊格納齊·武卡謝維奇硬幣。

## 語錄
這種液體是國家未來的財富。這代表了居民的福祉和繁榮，並且是窮人的新收入來源和將會有豐碩成果的新工業分支 - 1854年

## 外部連結
- The Petroleum Trail
- Pressure Lamp website
- Ignacy Łukasiewicz patronem Politechniki Rzeszowskiej
- What was it with petroleum? （页面存档备份，存于）